# 수전 타이렐
수전 터렐(Susan Tyrrell, 영어 발음: /təˈrɛl/, 1945년 3월 18일 ~ 2012년 6월 16일)은 미국의 배우이다.

## 출연 작품

### 영화
- 킬러 인사이드 미 (1976년 영화)
- 1955년 9월 30일
- 라이어스 문
- 아그네스의 피
- 앨빈의 모험
- 사랑의 눈물

### 텔레비전
- 보난자 (드라마)
- 코작

### 연극
- 리어왕